# Justus Dahinden
Justus Alois Dahinden (* 18. Mai 1925 in Zürich; † 11. April 2020 ebenda) war ein Schweizer Architekt. Er war Professor der Technischen Universität Wien und einer der wichtigsten Vertreter der Nachkriegsarchitektur in der Schweiz.

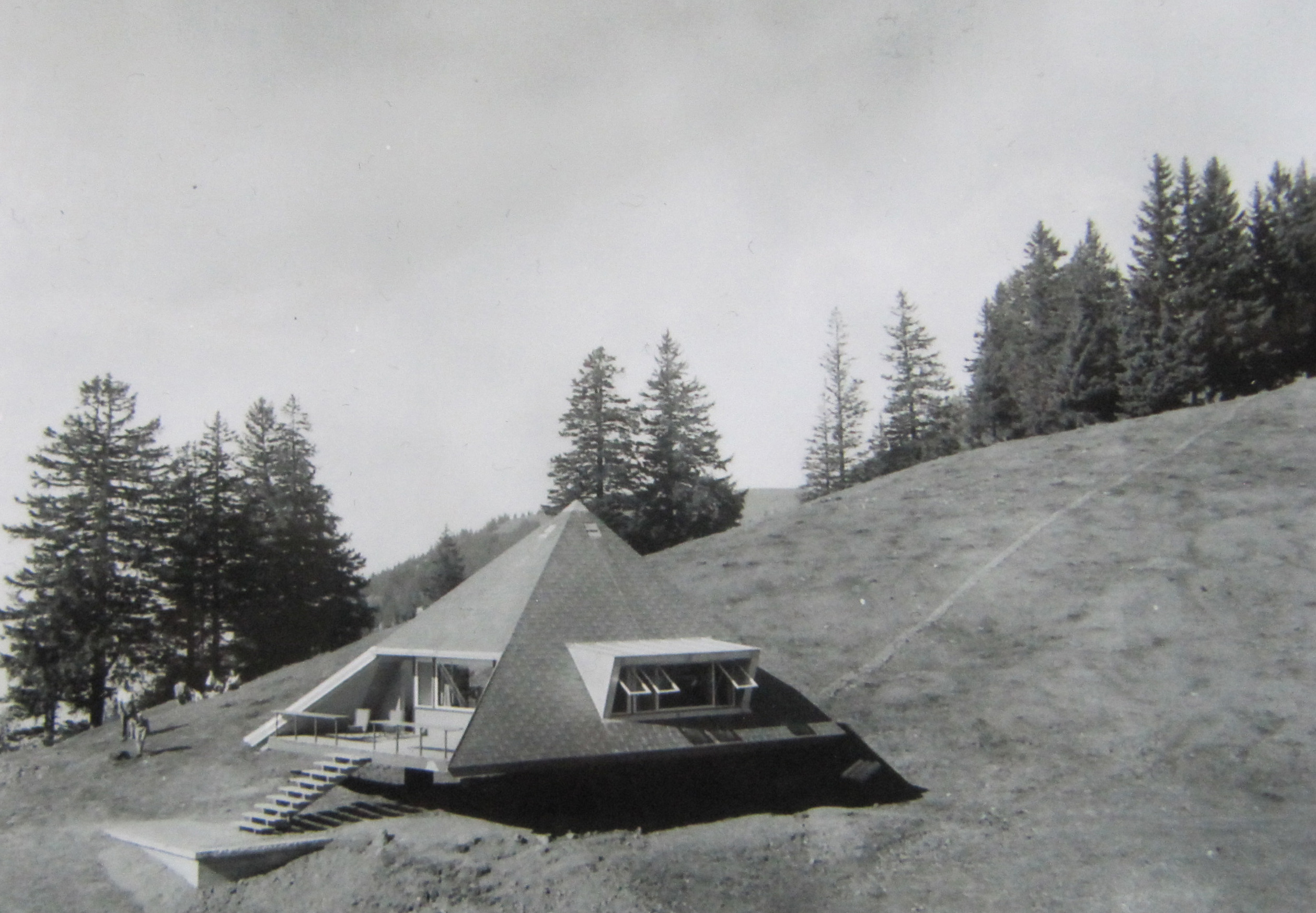
Zelthaus auf der Rigi (1955)

## Leben

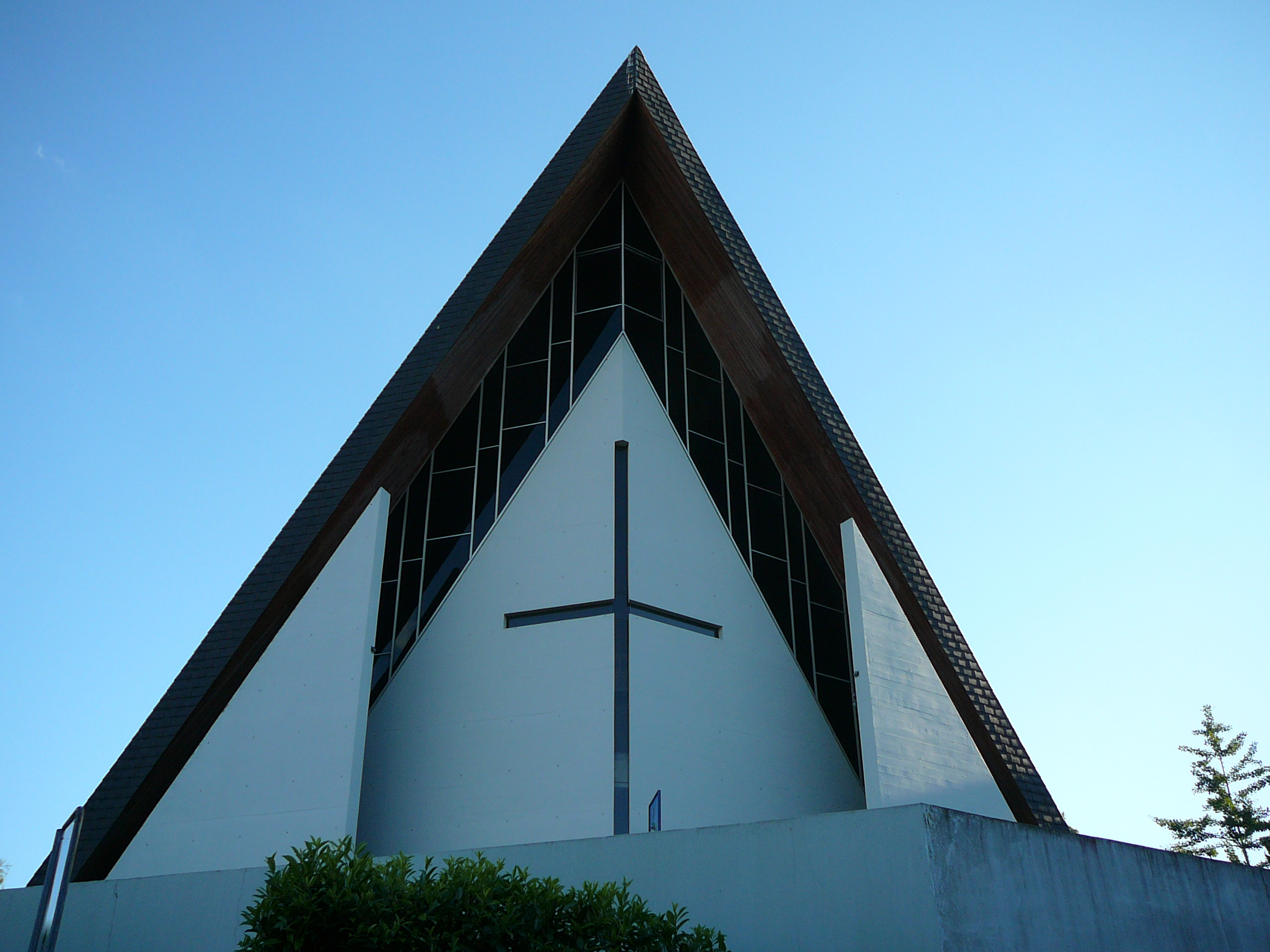
Kirche St. Paulus, Dielsdorf (1960–1962)

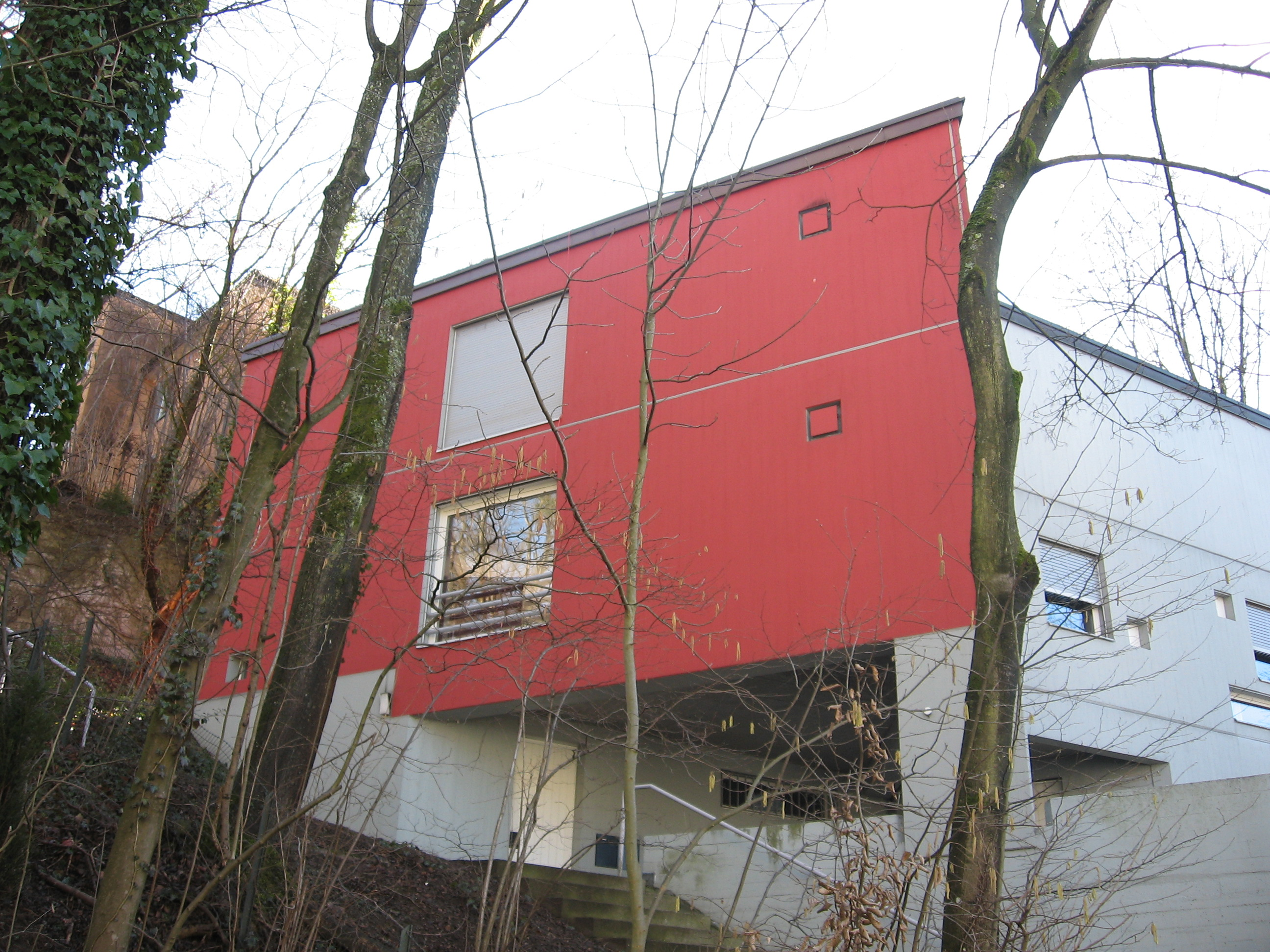
Trigondorf Zürich (1969)

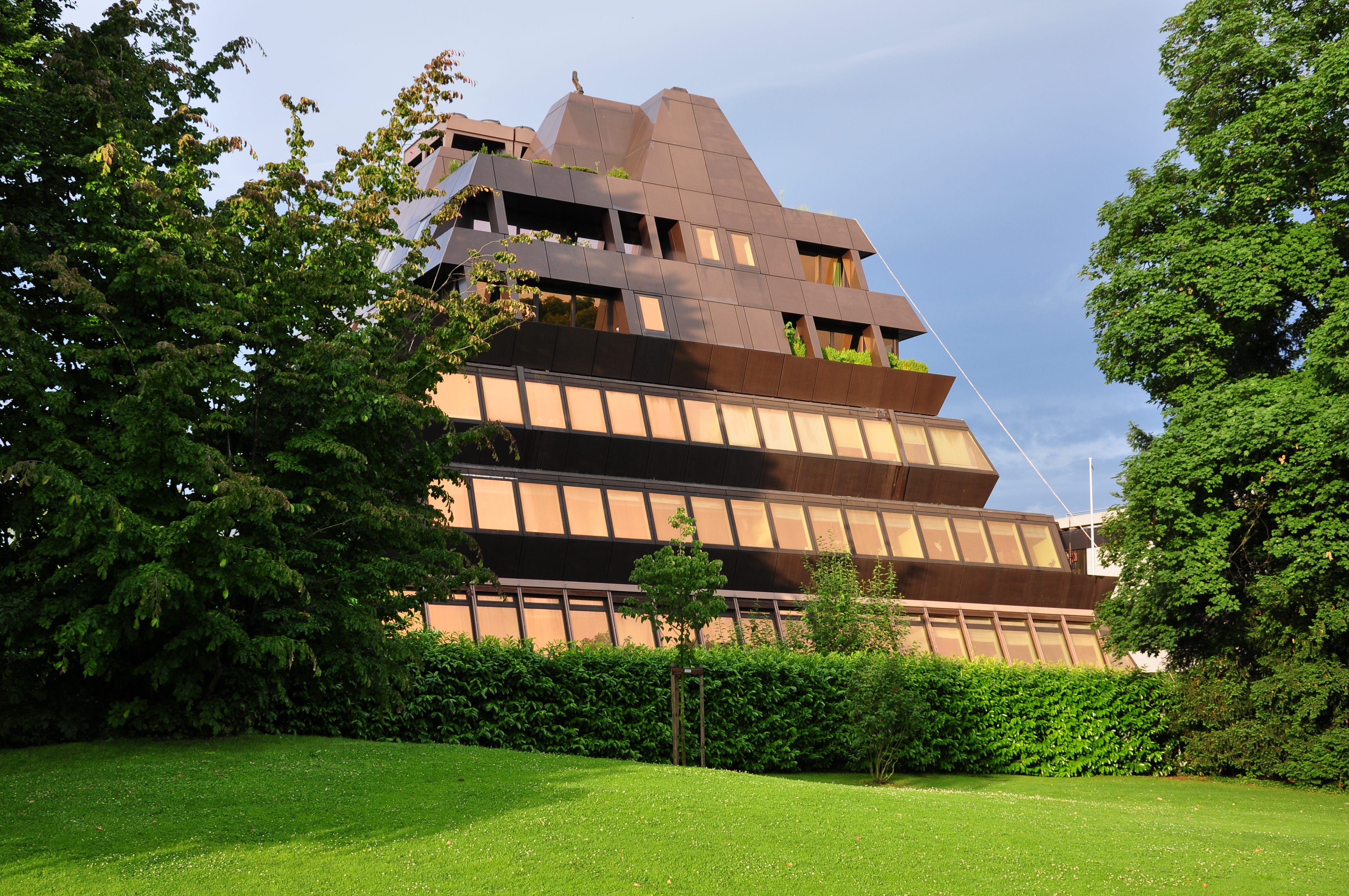
Ferrohaus in Zürich (1970; seit 2021 unter Denkmalschutz)

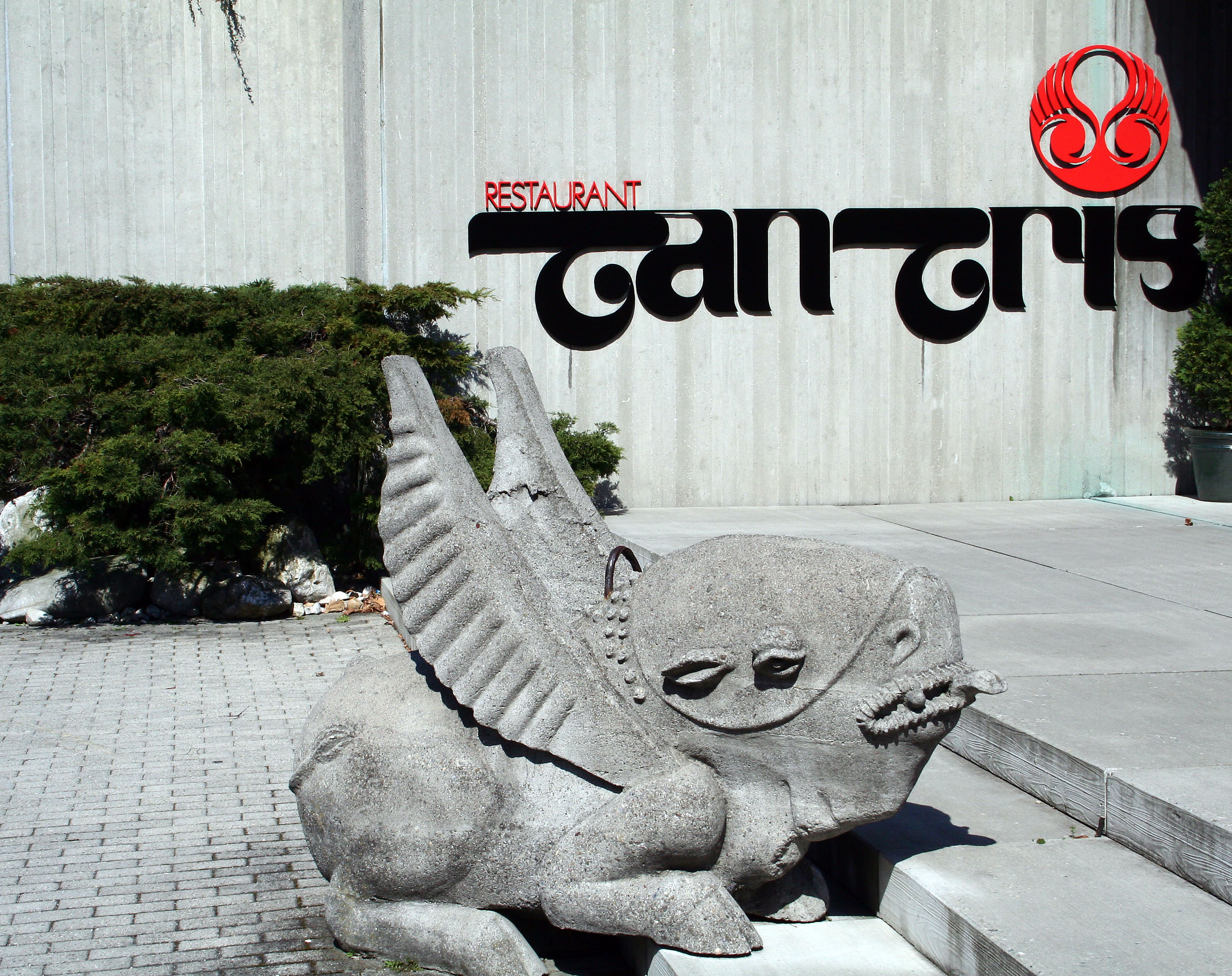
Tantris in München (1974)

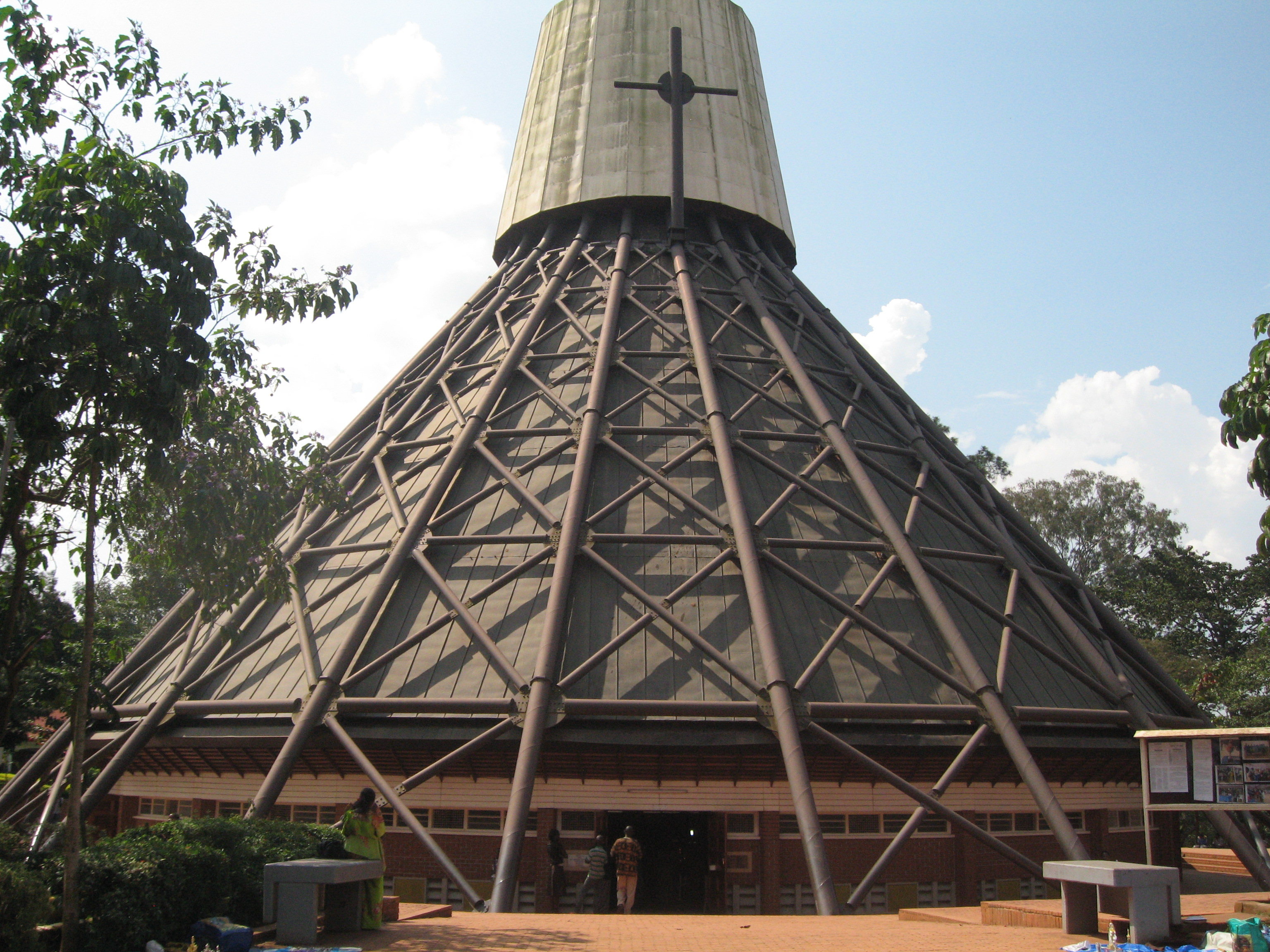
Basilika der Märtyrer von Uganda, Wallfahrtsort Namugongo (1975)

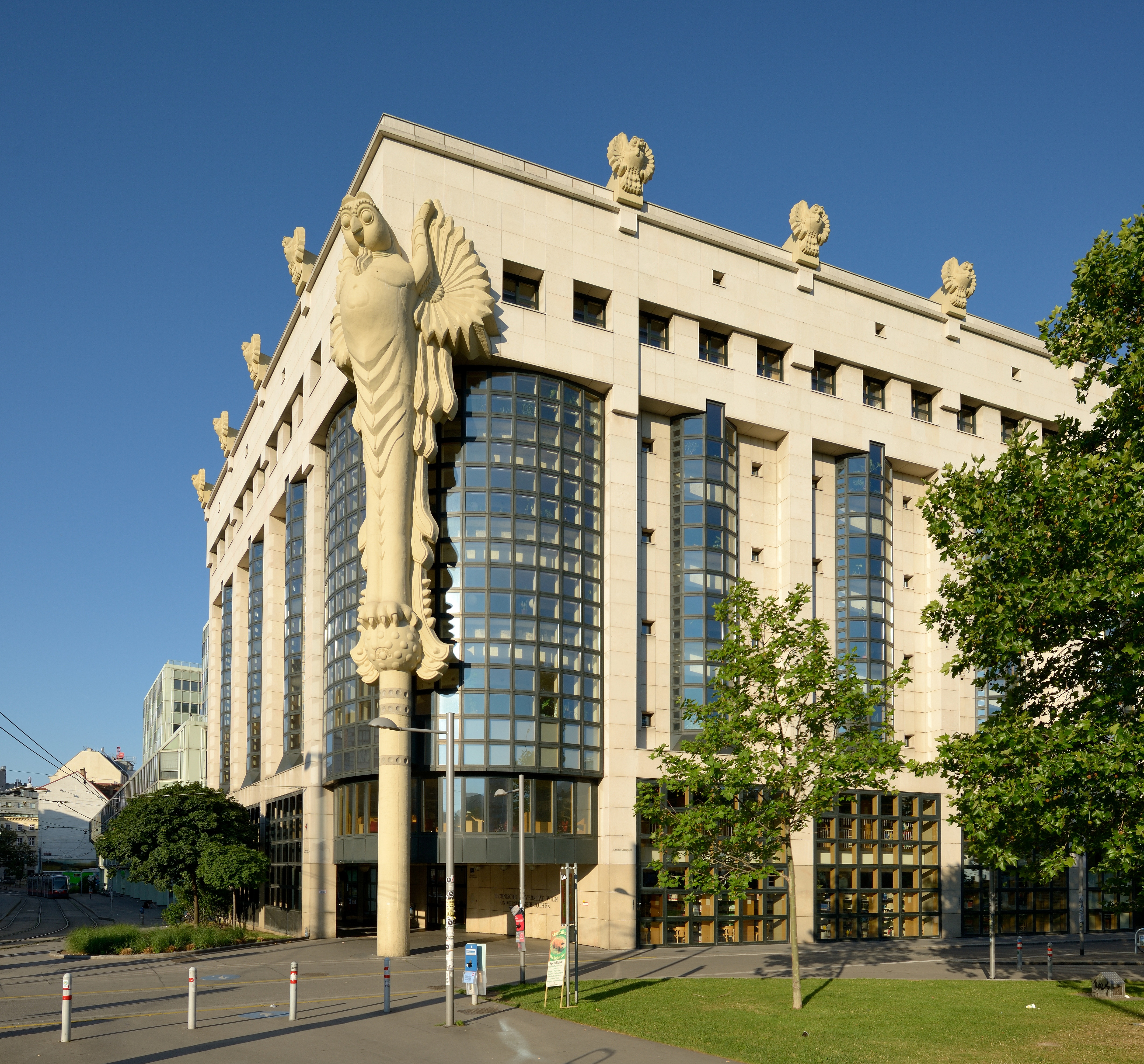
Universitätsbibliothek der Technischen Universität Wien (1984)

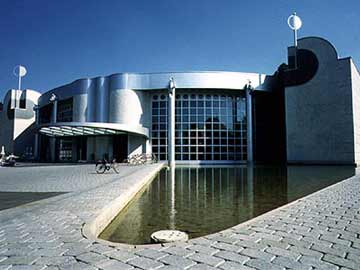
Migros OM Supermarkt in Bern-Ostermundigen (1987)

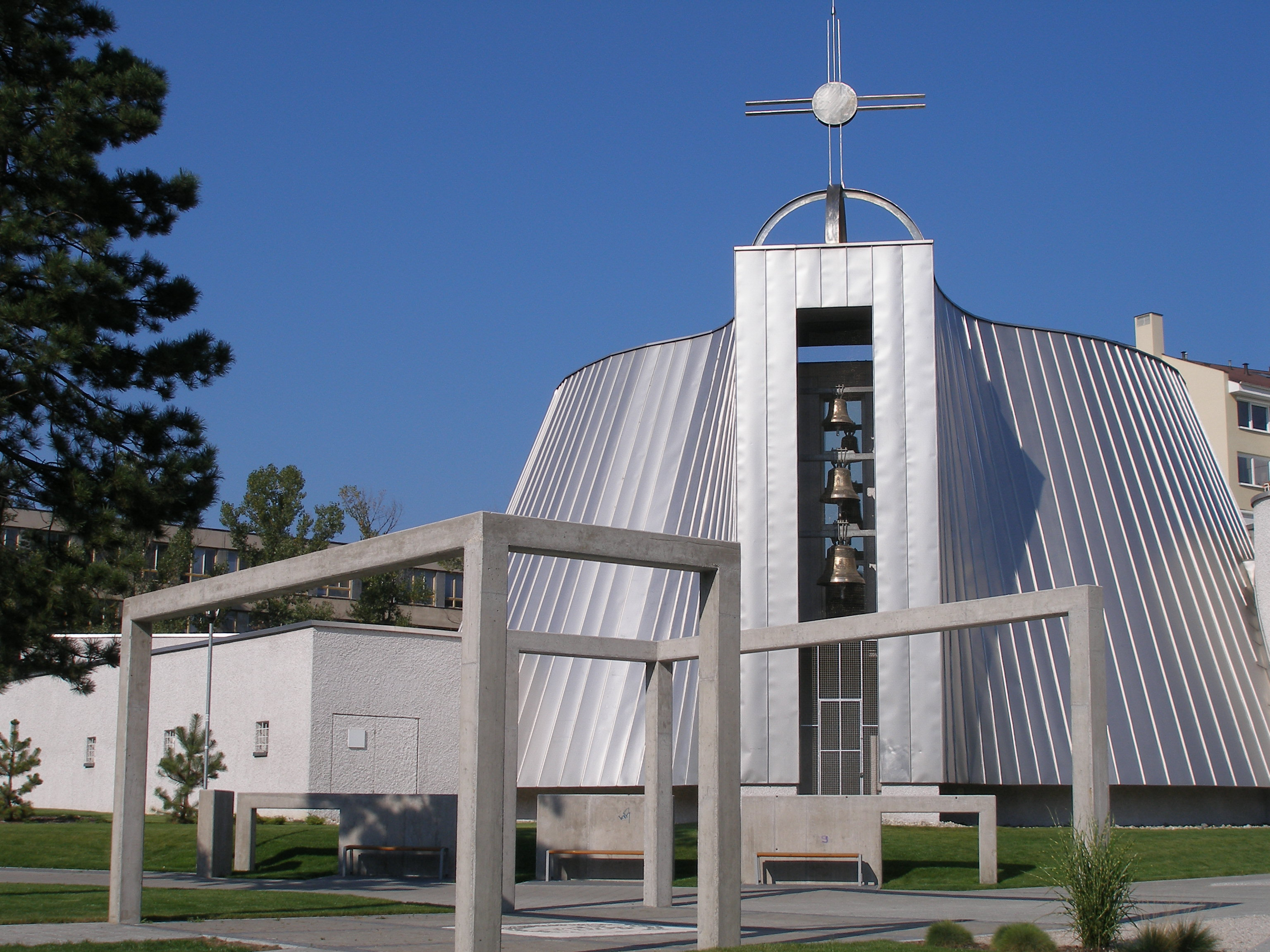
Franziskus-Kirche und Minoriten-Kloster, Bratislava (2003)

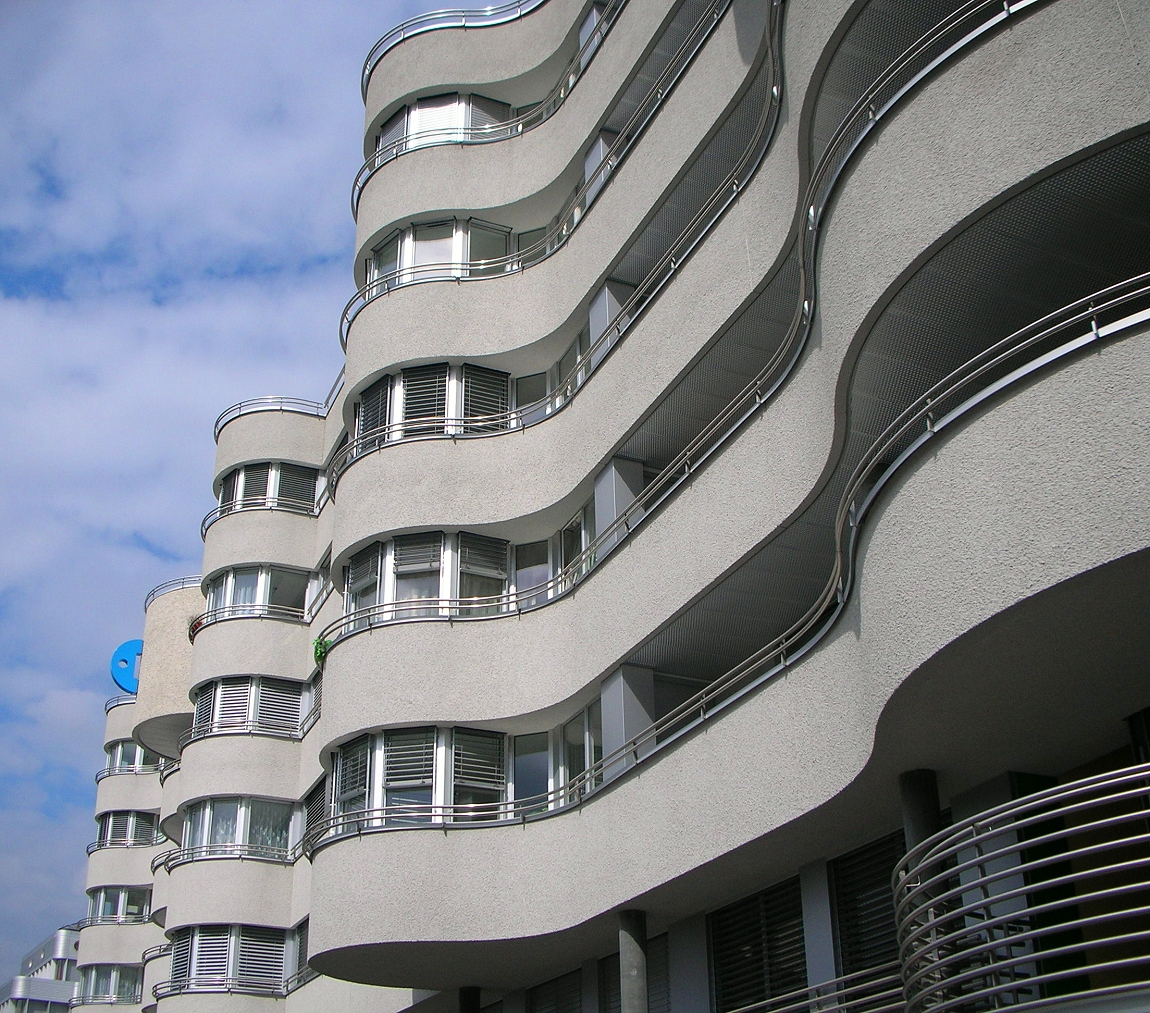
Wohnpark Binzmühle Zürich (2005)

Justus Dahinden, Sohn des Schweizer Skipioniers, Schriftstellers und Filmemachers Josef Dahinden, studierte von 1945 bis 1949 an der Eidgenössischen Technischen Hochschule Zürich Architektur, wie auch seinerzeit Max Frisch, Alberto Camenzind und Hans Hofmann. Von 1949 bis 1952 war er Assistent am Lehrstuhl von William Dunkel, bei dem er nach dem Studium auch eine Anstellung fand. Ab 1955 hatte Dahinden ein eigenes Atelier in Zürich. 1956 wurde er mit seiner Arbeit Standortbestimmung zur Gegenwartsarchitektur an der ETH promoviert. 1974 erhielt er einen Ruf als Ordinarius für Raumgestaltung und Entwerfen an die TU Wien. Er wurde gleichzeitig Vorstand des Institutes für Raumgestaltung und Entwerfen an der Technischen Universität Wien.
Er war Mitglied und Ehrenmitglied verschiedener internationaler Organisationen und Vereinigungen, wie beispielsweise der „Groupe International d’Architecture Prospective“ (GIAP) in Paris, der SIAC „Société Internationale d’Artistes Chrétiens“ und des „Colegio De Arquitectos Del Estado De Jalisco AC“ in Mexico, und wurde mit diesen Gremien bekannt. Internationale Beachtung fand das 1984 durchgeführte „Internationale Architektur Symposium ‚Mensch und Raum‘“ an der TU Wien, an dem beispielsweise Bruno Zevi, Dennis Sharp, Pierre Vago, Jorge Glusberg, Otto Kapfinger, Frei Otto, Paolo Soleri, Ernst Gisel und Ionel Schein teilnahmen.
Justus Dahinden wurde im Jahre 1995 emeritiert, war aber gleichwohl noch Leiter der Forschungseinheit „Mensch und Raum“ an der TU Wien. Über sein Wirken an der TU Wien hinaus war Justus Dahinden an verschiedenen Hochschulen und Universitäten in aller Welt als Lehrperson gefragt, wie als Professor an der Universidad de Buenos Aires und der International Academy of Architecture (IAA) in Sofia / Bulgarien. 2009 wurde sein Büro als neues „IAA Center Zürich“ initiiert, um die International Academy of Architecture weltweit zu unterstützen.
Dahinden war ab 1950 verheiratet; aus der Ehe stammen drei Kinder. Mit seinem Sohn Ivo Dahinden (* 1954), ebenfalls Architekt, arbeitete er die letzten Jahre zusammen. Für seine Familie und sich baute Justus Dahinden 1971 eine Villa in Zürich-Witikon. Dort lebte er bis 2017. Im April 2020 starb er im Alter von 94 Jahren in einem Pflegeheim in Witikon.

## Wirken
Dahinden lieferte ein umfassendes Werk an Kirchen, Freizeitbauten und Büro- und Wohnanlagen und darüber hinaus rationalen, zugleich provokanten architektonischen und städtebaulichen Utopien. Als Mitglied im 1957 gegründeten Bund der Missionsarchitekten BMA baute er weltweit über 30 Kirchenbauten. Schon Ende der 1960er-Jahre beschäftigte er sich mit Systembauten, wie das im Trigon-Dorf in Zürich umgesetzte aus dreieckigen vorgefertigten Wohnbauten entwickelte Trigon-System. Es folgten weitere wie das Quadrivium-System und das Cubo-System sowie das Bubble-System, das er zusammen mit dem Schalenbauer Heinz Isler für den Iran entwickelte.
Bekannt wurde er mit Bauten wie dem Restaurant Tantris in München und dem ebenfalls in München entstandenen und nach sechs Jahren abgerissenen Schwabylon, einer „stufenpyramidenförmige Freizeitstadt, aussen mit einer aufgehenden Sonne bemalt und mit einer Diskothek in einem Haifischtank im Innern“. Das Ferrohaus (heute Pyramide am See) in Zürich gilt als einer der Meilensteine seiner Architektur. Mit urbanen Stadtstrukturen für morgen entwickelte er die Freizeitwelten «Akro-Polis», «Radio City» und «Kiryat Ono» in Hügelstädten und modernen Pyramiden.
Neben gesellschaftsrelevanten Projekten erforschte Justus Dahinden theoretische Grundlagen, aufbauend auf gestaltpsychologischen und philosophischen Erwägungen, Grundbegriffen wie dem „Gesetz der Drei“ (Synthese von Struktur, Gestalt und Geist), der Idee des „Kontextualismus in der Architektur“ (Einheit zwischen Bauwelt, Natur und Mensch) oder der „Philosophie der Schräge“. Die Integration ökologischer (biogenetischer) Aspekte, in architektonische „Archetypen“, war Grundlage seiner Architekturentwürfe, beispielsweise in seinen Stadthügelprojekten. Dahinden hat sich darüber hinaus intensiv mit Archigram und den Metabolisten auseinandergesetzt.
Er veröffentlichte zahlreiche Bücher, Forschungsarbeiten und Aufsätze über Architekturtheorie und Technik; so sein 2005 erschienenen Buch „Mensch und Raum“. Für seine Bauten und Entwürfe erhielt er zahlreiche internationale Anerkennungen und Preise in Wettbewerben. 1981 wurde ihm der Grand prix d’architecture du Cercle d’études architecturales verliehen.
Teile seines Nachlasses befinden sich im Archiv des Institut für Geschichte und Theorie der Architektur (gta) an der ETH Zürich.

## Bauten und Projekte
(Auswahl)
- 1955: Zelthaus auf der Rigi, für Josef Dahinden[10][11]
- vor 1959: Mövenpick-Restaurant Dreikönig in Zürich[12]
- 1959–1960: Handwerkerschule Taitung, Taiwan mit Kapelle[13]
- 1960–1963: Schulhaus Weggis[14]
- 1960–1962: Kirche St. Paulus (Dielsdorf)
- 1963–1965: Kirche Maria Krönung (Zürich-Witikon)
- 1964: Feriendorf Pro Juventute, Fornasette, Gemeinde Monteggio (TI)
- 1964–1965: Kirche Herz Jesu Buchs SG, Schweiz
- 1966: Katholische Kirche St. Franziskus (Hüttwilen)
- 1969: Trigon-Dorf im Doldertal Zürich[15]
- 1969: Restaurants im Swiss Centre, London
- 1970–2005: über 30 Kirchenbauten in Afrika, Taiwan, Deutschland, Italien, Schweiz
- 1970: Pfarrkirche St. Antonius in Wildegg
- 1972: Hotel «Aarauerhof», Aarau
- 1972: Geschäftshaus «Rätia», Davos (2017 umgebaut von Corinna Menn)[16]
- 1972: Kathedrale Mityana Pilgrims’ Shrine in Mityana, Uganda
- 1973: Basilika der Märtyrer von Uganda in Namugongo, Uganda[17]
- 1970: Ferrohaus Zürich (heute: «Klinik Pyramide am See»)[18][19]; seit 2021 unter Denkmalschutz[20]
- 1971: Restaurant Tantris in München, Deutschland[21][22]
- 1973: Schwabylon in München[23]
- 1974: Pfarrei Bruder Klaus / Mehrzweck-Kirche in Spiez (seit 1994 unter Denkmalschutz)
- 1976: La chiesa di San Giuseppe in Monza
- 1977: Kirche Sankt Michael in Vettelschoss, Rheinland-Pfalz[24]
- 1977: Kirche und Gemeindezentrum Heilig Geist in Weingarten, Deutschland[25]
- 1979 Pfarrkirche St. Jakobus mit Pfarrzentrum, Pfarrhaus und städtischem Gemeinschaftshaus, Limburg-Lindenholzhausen.
- 1980: Feriendorf Twannberg (Grand Prix d’Architecture 1981)
- 1981: St. Pauluskirche Ingelheim am Rhein[26], Deutschland
- 1982: Stierenhaus, Witikon (Die Skulpturen stammen vom Schweizer Künstler Bruno Weber)
- 1983: Stadthotel Gaggenau (seit 2024 unter Denkmalschutz)[27]
- 1983: Parkhotel Bad Mergentheim
- 1984: Freizeitzentrum Tel Aviv
- 1984: Universitätsbibliothek der Technischen Universität Wien (zusammen mit Gieselmann, Marchart, Moebius & Partner)
- 1985: Kettenhaussiedlung „Gass“ in Gaggenau (zusammen mit Guido Krucker; seit 2024 unter Denkmalschutz[27])
- 1987: Migros OM Zentrum Ostermundigen (zusammen mit Ivo Dahinden, Christoph Wagener)
- 1987: Gymnasium Derksen in München (zusammen mit Guido Krucker, Christoph Wagener)
- 1989: Pier Pile Project New York (zusammen mit Christoph Wagener)
- 1992: La chiesa San Maximilian Kolbe in Varese (zusammen mit Ihab Morgan)
- 2002: Basilika in St. Petersburg (zusammen mit Rudolf Plech)
- 2003: Heilige Franziskus-Kirche und Minoriten-Kloster, Bratislava (in Kooperation mit STUDIO FOR); Nominierung für den Mies van der Rohe Award for European Architecture 2003[28]
- 2005: Binzmühle in Zürich, Schweiz (zusammen mit Ivo Dahinden)
- 2005: «aquabasilea» (Erlebniswelt «Raurica Nova») (zusammen mit Ivo Dahinden)[29]
- 2007: Umbau Grand Hotel «Kronenhof» in Pontresina (zusammen mit Ivo Dahinden)

## Auszeichnungen und Preise
- 1973: Ehrenmitgliedschaft / Honorary Member of the AIA American Institute of Architects
- 1981: Grand Prix d’Architecture 1981, Cercle d’études architecturales CEA, Paris
- 1981: INTERARCH 81, Weltbiennale der Architektur, Sofia, Auszeichnung und Preis der Stadt Nantes für Wohnbauten im Iran
- 1983: INTERARCH 83, Weltbiennale der Architektur, Wettbewerb HUMA 2000, Sofia, Auszeichnung und Preis des nationalen Friedenskomitees für Stadthügelprojekte
- 1985: INTERARCH 85, Weltbiennale für Architektur, Sofia, Auszeichnung für eigene Projekte und Realisierungen
- 1985: Professor honoris causa der Fakultät für Architektur und Städtebau der Universität von Buenos Aires, der FAU – Facultad de Arquitectura y Urbanismo, Universidad de Buenos Aires
- 1989: Professor honoris causa der „Scuola de Altos Estudios del CAYC“, Centro de Arte y Comunicación (CAYC) in Buenos Aires
- 1989: INTERARCH 89, Weltbiennale für Architektur, Sofia, Auszeichnung für Monographie „Justus Dahinden-Architektur-Architecture“
- 1995: Ehrendoktorwürde der Georgischen Technischen Universität in Tiflis
- 1996: Ehrendoktorwürde der Slowakischen Technischen Universität in Bratislava
- 2003: Nominierung für den Mies van der Rohe Award for European Architecture (Heilige Franziskus Kirche und Minoriten-Kloster in Bratislava; in Kooperation mit STUDIO FOR)

## Ausstellungen

### Gruppenausstellungen
Paris (1967), Salzburg/München (1968), Moskau/London/St. Louis (1969), New York/Lyon (1973), Zürich (1974), Warschau (1975), Lausanne (1976), Moskau/ETH Zürich (1978), Museum of Modern Art New York MOMA (1979), Paris/USA (1981), Mailand/Sofia/Tokio (1985), Buenos Aires (1986/1989), São Paulo/Belo Horizonte (1987), Rom/Moskau/Tiflis (1988), Bratislava, Prag (1991)

### „The Fifty World’s Leading Architects“
Architektur-Triennale Belgrad (1985)

### Wanderausstellung eigener Werke
1981 bis 1987 Paris, USA, Mailand, Sofia, Tokio, Buenos Aires, São Paulo, Belo Horizonte, Rom

## Veröffentlichungen
- 1956: Standortbestimmung der Gegenwartsarchitektur. Verlag Girsberger, Zürich
- 1966: Bauen für die Kirche in der Welt. Echter-Verlag, Zürich
- 1971: Stadtstrukturen für morgen. Verlag Gerd Hatje, Stuttgart, ISBN 3-7757-0011-0
- 1971: Construire pour l’Eglise dans le monde. Verlag St. Paul, Fribourg
- 1972: Urban Structures for the Future. Pall Mall Press, New York
- 1973: Denken-Fühlen-Handeln. Verlag Karl Krämer, Stuttgart und A. Kraft, Lausanne, ISBN 3-7828-1423-1; Monographie
- 1973: Neue Restaurants. mit Günther Kühne. Verlag Callwey, München, ISBN 3-7667-0292-0
- 1974: Akro-Polis. Frei-Zeit-Stadt / Leisure City. Verlag Karl Krämer, Bern / Stuttgart, ISBN 3-7828-1018-X
- 1974: Kunst und Kirche. Kunstverlag Linz
- 1987: Architektur in Deutschland '87 / Deutscher Architekturpreis 1987. mit Christian Norberg-Schulz und Jürgen Joedicke. Verlag Karl Krämer, Stuttgart, ISBN 3-7828-1496-7
- 1988: Justus Dahinden – Architektur – Architecture. Verlag Karl Krämer, Stuttgart, ISBN 3-7828-1601-3; Monographie
- 1991: M… anders /autrement /different. Migros-Zentrum Ostermundigen. Verlag Karl Krämer, Stuttgart, ISBN 3-7828-1608-0
- 1996: Bruno Webers phantastische Welt: von der Harmonie zwischen Phantasie und Natur; der Weinrebenpark als Gesamtkunstwerk. Weitbrecht, Stuttgart / Wien / Bern 1996, ISBN 3-522-72185-3 / ISBN 3-522-72155-1.
- 2005: Mensch und Raum – Man and Space. ETH-Bibliothek Zürich (Hrsg.), Verlag Karl Krämer Stuttgart, ISBN 978-3-7828-1614-4 (deutsch/englisch).
- 2014: Architektur – Form und Emotion. Verlag Karl Krämer Stuttgart, ISBN 978-3-7828-1617-5 (deutsch/englisch).